# Dolmen de Nelhouët
Le dolmen de Nelhouët est un dolmen à couloir situé à Caudan, dans le département français du Morbihan, en Bretagne.

## Historique
Le site a été fouillé en 1898 par A. Martin. Le descriptif du monument et le plan dressé lors de ces fouilles sont les seules connaissances dont on dispose, le site ayant été ultérieurement recouvert par les déblais d'un remembrement. Le dolmen fait l’objet d’un classement au titre des monuments historiques par arrêté du 9 janvier 1978.

## Description
Le dolmen est du type dolmen à couloir. Il mesure 8,70 m de long. Le couloir mesure 3,90 m de long et 1,20 m de large à l'entrée. Il est orienté au sud-est. Il est délimité par dix piliers, six côté droit et quatre côté gauche, d'une hauteur de 0,75 à 1,35 m. Côté gauche, des rangées superposées de galets et de moellons bouchent les intervalles. La chambre, de forme circulaire, est délimitée par douze orthostates d'une hauteur comprise entre 1,60 m et 2 m et mesure 4,80 m de diamètre,. Martin mentionne que deux piliers supplémentaires avaient été retirés du dolmen avant sa fouille pour être réutilisés, l'un comme pierre à piler et l'autre pour servir de petit pont sur un ruisseau. Les blocs de micaschiste utilisés sont irréguliers et d'aspect grossier. A. Martin indique n'avoir trouvé aucune dalle susceptible d'être utilisée comme table de couverture.

## Vestiges archéologiques
Lors de ses fouilles, A. Martin a recueilli un petit matériel archéologique constitué principalement de céramiques, d'une petite plaque en schiste ardoisier, d'un silex noir légèrement retouché et de quelques charbons. La petite plaque en schiste est de format rectangulaire (110 mm de longueur), elle est percée aux deux extrémités. Elle comporte des traces d'un usage régulier sur une seule face. Elle est interprétée comme étant un brassard d'archer. Selon Martin, les tessons de céramique correspondent à au moins trois vases distincts. Un premier petit vase caréné à fond rond, à pâte brun rouge, homogène et bien cuite. L'intérieur est brillant, poli au lissoir. L'extérieur, lui-même poli et brillant, comporte une oreille-bouton de préhension sur une seule face. Le second petit vase est du même type mais incomplet. Le troisième vase a été découvert entier mais fut brisé lors de son extraction. Il est constitué d'une pâte noire, plus grossière avec un dégraissant constitué de fragments de feldspath et de quartz. Divers tessons de poterie comportent un décor avec une bande à rayure, ils ont été attribués au Campaniforme.